# (6979) Shigefumi
(6979) Shigefumi (1993 RH) – planetoida z pasa głównego asteroid okrążająca Słońce w ciągu 4,32 lat w średniej odległości 2,65 j.a. Odkryta 12 września 1993 roku.